# Skulpturenmuseum Glaskasten

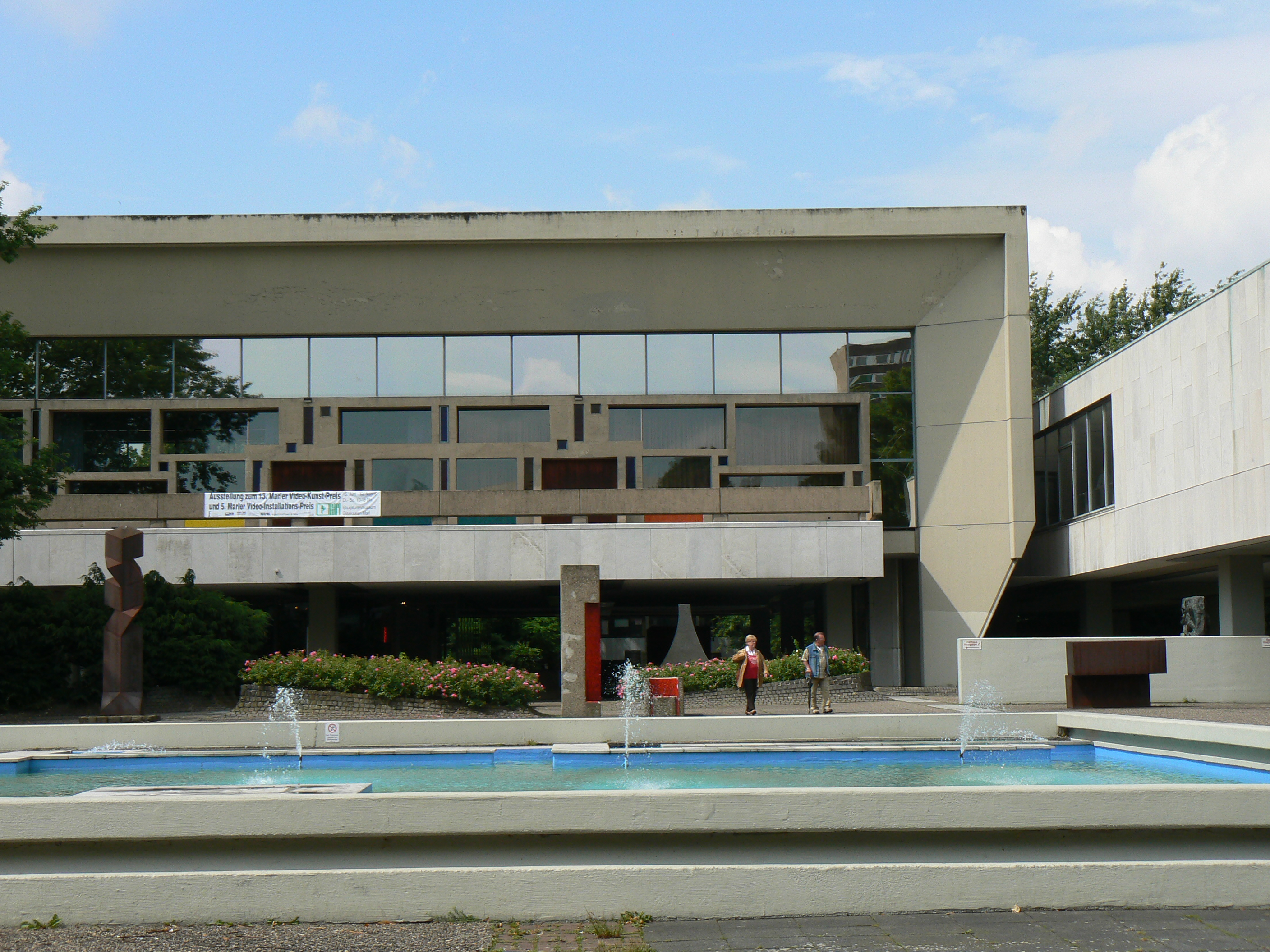
Museum voor beeldhouwkunst Glaskasten

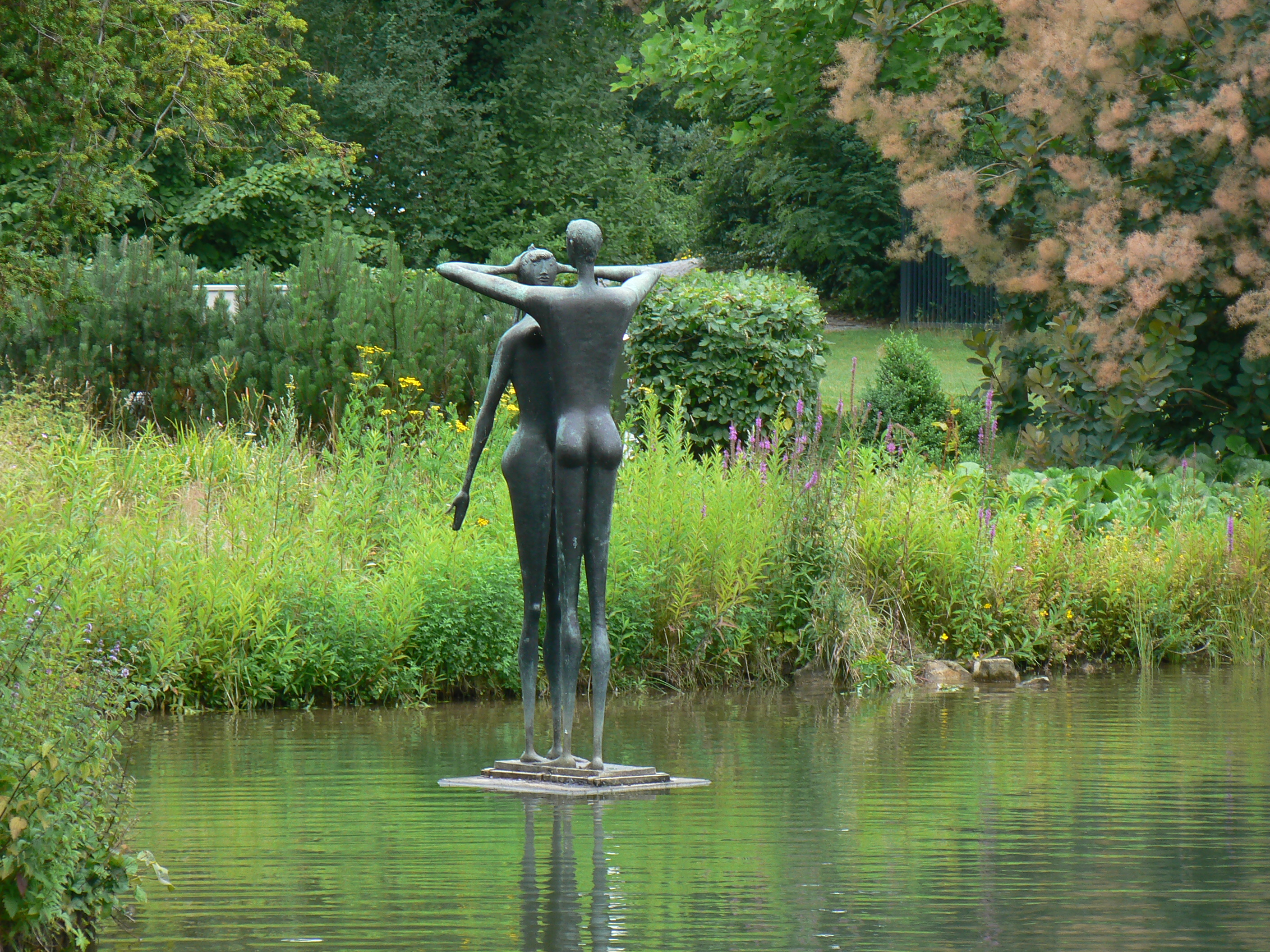
Cantico dei Cantici, Marcello Mascherini (1957)- Paracelsus-Klinik

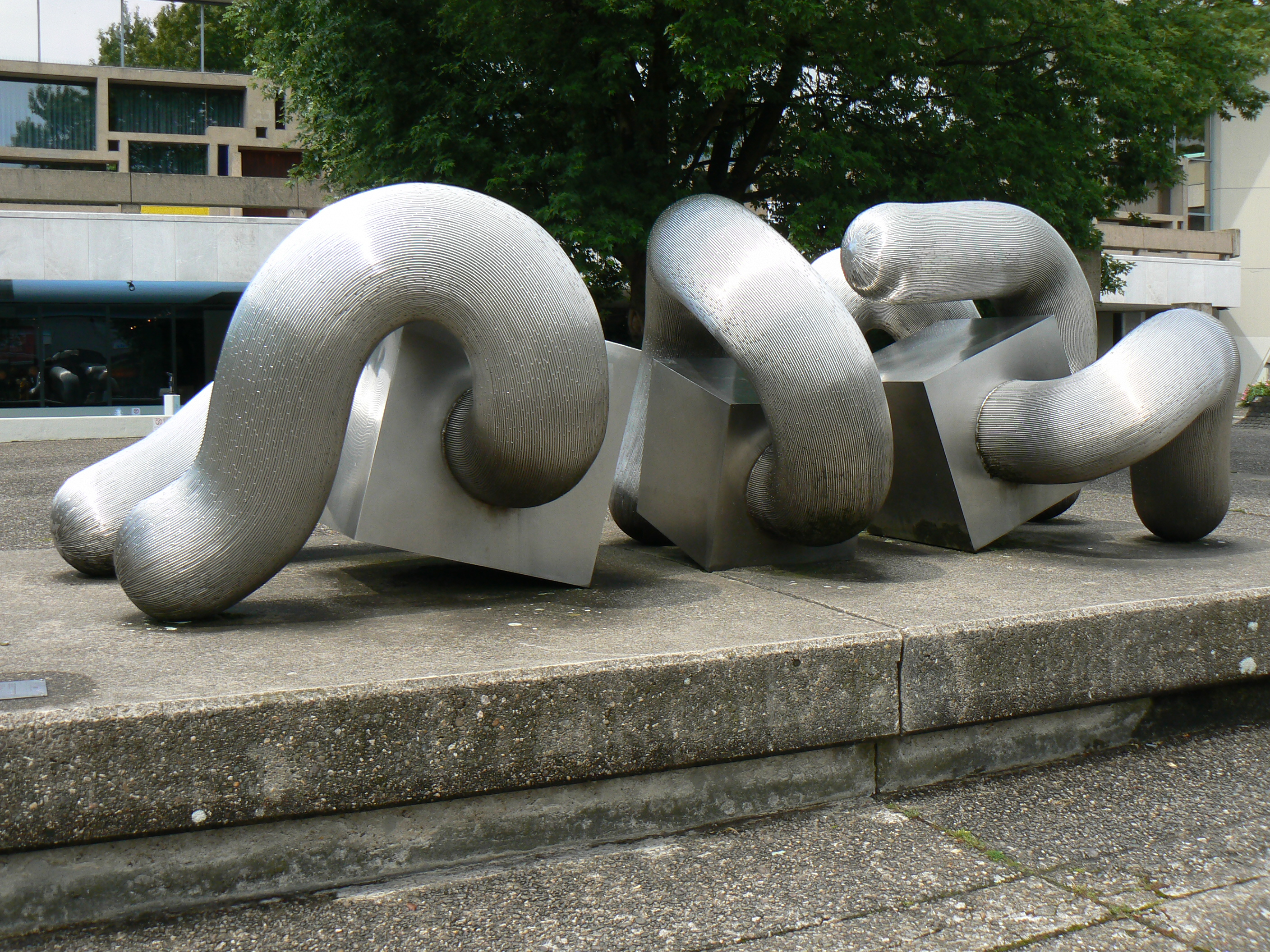
Naturmaschine, Matschinsky-Denninghoff (1969)

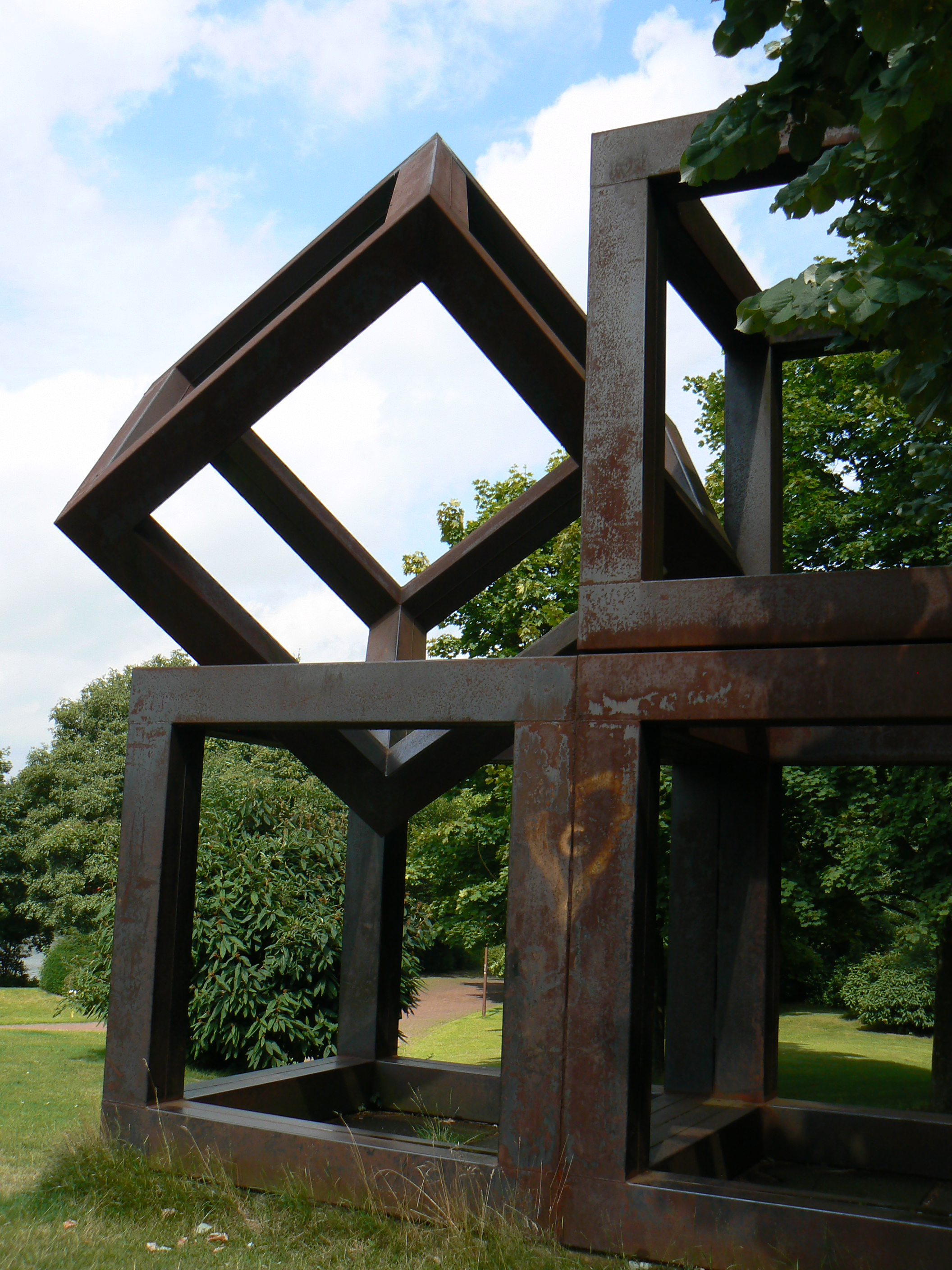
3/72-Rahmenkonstruktion, Alf Lechner (1972)

Skulpturenmuseum Glaskasten is een museum voor internationale beeldhouwkunst in de Duitse stad Marl in de deelstaat Noordrijn-Westfalen.
Het museum is ontstaan uit de beeldencollectie van de stad Marl in de onderbouw van de raadszaal, die deel uitmaakt van het raadhuiscomplex van het Nederlandse architectenbureau Van den Broek en Bakema (1960-1967). De groei van de beeldencollectie, mede mogelijk gemaakt door de destijds geldende 1%-regeling voor kunst in de openbare ruimte bij nieuwbouw, maakte op den duur een eigen museum noodzakelijk. In 1985 werd de begane grond onder de raadszaal in overleg met de architect geheel voorzien van glazen wanden, hetgeen de naam van het museum verklaart: Glaskasten (= vitrine).
Niet alleen bevindt een groot deel van de museumcollectie zich buiten het museum in de openbare ruimte ( circa 70 sculptures),
de binnencollectie is van buitenaf volledig zichtbaar en veelal naar buitengericht geplaatst. Het museum is bovendien gratis toegankelijk. De buitencollectie is geplaatst in een straal van 500 meter rond het raadhuiscomplex en de naastgelegen City-See, alsmede in diverse stadswijken van Marl.
Een filiaal van het museum is gevestigd in de Paracelsus-Klinik, het ziekenhuis van de stad Marl. Tientallen sculptures van het museum zijn te zien in het ziekenhuiscomplex en rond het ziekenhuis werd een beeldenroute aangelegd.

## Collectie
De buitencollectie omvat beeldhouwkunst van de twintigste eeuw. Vele Duitse en internationale kunstenaars zijn met werk(en) vertegenwoordigd, zoals:
- Hans Arp: Feuille se reposant (1959)
- Gerlinde Beck: Huldigung an Oskar Schlemmer (1985/89)
- Hede Bühl: Sitzende Figur (1974)
- Reg Butler: Girl (1954/55)
- Emil Cimiotti: Afrikanisch, später Gruß an Willi Baumeister (2002)
- Max Ernst: Habakuk (ca. 1934)
- Lutz Fritsch: Um-gang (1988/89) - 2-delig
- Ian Hamilton Finlay: A View To The Temple (1987)
- Friedrich Gräsel: meerdere Raumplastiken
- Wilfried Hagebölling: Raumpflug (1983/84)
- Erwin Heerich: Offener Würfel (1969)
- Bernhard Heiliger: Nike (1956)
- Ödon Koch: Skulptur 1965/1966 (1965/66)
- Alf Lechner: 3/72-Rahmenkonstruktion (1972)
- Giacomo Manzù: Spielende Frau (1956)
- Marcello Mascherini: Cantico dei cantici (1957)
- Matschinsky-Denninghoff: Würfel 69 en Naturmachine (1969)
- Jan Meyer-Rogge: Triumpfbogen: hinein nirgends hinaus (1985)
- James Reineking: Innen-Außen-Neben (1982)
- Ulrich Rückriem: Granit, gespalten (1987)
- Robert Schad: Merlak (2004) en Enfin B (2004)
- Michael Schoenholtz: Sich entkleidende II (1967)
- Richard Serra: Untitled (1978)
- Hein Sinken: Windbewegtes Objekt II (1972)
- Hans Steinbrenner: Figur (1983)
- Paul Suter: El Greco (1993/94)
- Micha Ullman: Grund/Ground (1987/2006)
- André Volten: Zylidrische Konstruktion (1969) en Kugel und Schale (1970)
- Ossip Zadkine: Grand Orphée (1956)

De binnencollectie toont werk van onder anderen:
- Joseph Beuys
- Max Bill
- Abraham David Christian
- Alberto Giacometti
- Robert Jacobsen
- Yves Klein
- Jannis Kounellis
- Norbert Kricke
- Henri Laurens
- Wilhelm Lehmbruck
- Jacques Lipchitz
- Marino Marini
- Ewald Mataré
- Henri Matisse
- Eduardo Paolozzi
- Man Ray
- Erich Reusch
- Germaine Richier
- Auguste Rodin
- Wolf Vostell